# Partito Comunista Portoghese
Il Partito Comunista Portoghese (in portoghese Partido Comunista Português, PCP) è un partito politico portoghese di ispirazione marxista-leninista.

## Storia
Dopo la prima guerra mondiale, cui il Portogallo aveva partecipato negli ultimi mesi seppur in maniera molto limitata, le condizioni della classe operaia peggiorarono notevolmente a causa di una crisi economica: tuttavia l'esempio offerto dai bolscevichi russi e dalla loro rivoluzione del 1917 spinse i lavoratori ad organizzarsi in collettività per rendere più forti le proprie rivendicazioni, tra cui la richiesta della giornata lavorativa di otto ore.
Partendo da questo spunto politico, il 6 marzo 1921 venne fondato il Partito Comunista Portoghese come sezione lusitana del Comintern, l'Internazionale Comunista. A differenza di quasi tutti gli altri partiti comunisti europei, il PCP non nacque a seguito di una scissione da un movimento socialista o socialdemocratico ma dai ranghi dell'anarco-sindacalismo e del sindacalismo rivoluzionario, le fazioni più attive del movimento operaio e sindacale della nazione. Il neonato PCP pose la sua sede centrale nell'Arco do Marquês di via Alegrete a Lisbona e sette mesi dopo la sua formazione diede vita ad un quotidiano ufficiale, O Comunista.
Il primo congresso del partito si svolse a Lisbona nel novembre 1923, con Carlos Rates come segretario nazionale. Al convegno parteciparono circa un centinaio di membri del PCP che affermarono la loro solidarietà con il governo dell'Unione Sovietica: si auspicava una rivoluzione comunista anche in Portogallo ma al tempo stesso si rimarcava la grave minaccia che un golpe fascista rappresentava per il paese. Il colpo di Stato del 28 maggio 1926 confermò che le preoccupazioni dei comunisti non erano infondate: l'anno seguente il PCP venne dichiarato illegale e di conseguenza venne riorganizzato in clandestinità a partire dal 1929 dal nuovo segretario Bento António Gonçalves: egli tuttavia venne arrestato dalla polizia politica dell'Estado Novo nel 1930 e poi di nuovo nel 1935, fino a morire nel 1942 a causa degli stenti a cui era costretto.
Dotato di strutture abbastanza fragili, il PCP venne espulso dal Comintern nel 1938 a causa della sua debolezza sia interna (era diviso in varie correnti) che esterna (nel corso degli anni non era riuscito ad approfittare di alcuni tumulti comunisti che erano scoppiati nel paese); pesava inoltre l'accusa di appropriazione indebita che i sovietici lanciarono ad alcuni dirigenti del partito. Il provvedimento, chiesto soprattutto da Georgi Dimitrov, durò fino al 1947, anno in cui grazie all'interessamento di Michail Suslov e alla mediazione del Partito Comunista di Spagna e del Partito Comunista Francese, si ristabilirono ottimi rapporti tra il PCUS e il PCP.
Il partito si sviluppò durante la dittatura di destra di António de Oliveira Salazar patendo, soprattutto fino al 1945, numerose persecuzioni e condanne al confino nelle isole di Capo Verde. Dopo la seconda guerra mondiale il regime autoritario portoghese concesse alle opposizioni una parvenza di autonomia e i partiti anti-salazariani poterono formare il Movimento di Unità Democratica (MUD), una coalizione antifascista che virò decisamente a sinistra dopo l'ingresso dei comunisti. Anche per questo Salazar tornò sui suoi passi e nel 1948 mise al bando il MUD, ripristinando la politica repressiva e dittatoriale.
Nel settembre del 1957 il Partito tenne il suo quinto congresso a Kiev, l'unico svoltosi in terra straniera, a testimonianza anche della ritrovata armonia con l'URSS: in questa occasione il PCP si dichiarò decisamente contrario al colonialismo e annunciò di approvare i movimenti di liberazione nazionale che stavano sorgendo nelle terre d'occupazione portoghese e in particolare il FRELIMO del Mozambico, l'MPLA dell'Angola e il PAIGC della Guinea.
Nel gennaio del 1960 alcuni importanti dirigenti del PCP riuscirono ad evadere dal carcere di massima sicurezza di Peniche e tra essi si distinsero Jaime Serra e soprattutto Álvaro Cunhal: il primo fondò l'Azione Rivoluzionaria Armata, braccio militare del partito che tra la fine degli anni sessanta e l'inizio degli anni ottanta si rese protagonista di alcune azioni contro il regime; il secondo divenne nel 1961 segretario nazionale del PCP. In quell'anno cominciò una lunghissima guerra coloniale che fece peggiorare le condizioni di vita dei portoghesi e che vide il PCP e l'URSS in prima fila a favore dei rivoltosi.
Nel 1962 la cosiddetta crisi accademica, ossia una serie di proteste antigovernative effettuate da associazioni studentesche universitarie e liceali, confermò il netto scollamento esistente tra la società civile ed il governo di estrema destra. Tale evento fece ritenere ai dirigenti comunisti che la caduta del regime fosse ormai prossima e nel sesto congresso nazionale del PCP avvenuto nel 1965 il riconfermato segretario Cunhal lanciò il "Patto per la Vittoria", che conteneva gli otto punti programmatici del partito. Egli inoltre auspicò un maggiore collegamento tra il partito e gli altri movimenti progressisti e democratici.
La rivoluzione dei garofani del 1974 abbatté la dittatura di Marcello Caetano e ripristinò le libertà democratiche in Portogallo: Cunhal fu Ministro senza Portafoglio per 14 mesi in due governi provvisori e il Partito Comunista fu così libero di partecipare alle elezioni della Costituente del 1976, dove ottenne il 12% dei voti e 30 deputati. Ritenendo improbabile una vittoria solitaria, alle elezioni del 1979 il PCP si presentò insieme al Movimento Democratico Portoghese nella coalizione Alleanza del Popolo Unito, che ottenne il 18,9% dei voti e 46 seggi. Nelle elezioni del 1983 l'APU ottenne il 18,2% dei voti e 31 seggi.
Alle elezioni presidenziali del 1986 Salgado Zenha, candidato del PCP, ottenne il 20,6% dei consensi: pur non sufficiente per approdare al secondo turno, questo risultato fu il migliore della storia del partito. Alle politiche del 1987 il PCP diede vita alla Coalizione Democratica Unitaria insieme al Partito Ecologista "I Verdi" e ai socialisti di Iniziativa Democratica ma il raggruppamento ottenne solo il 12,2% dei suffragi, calo dovuto soprattutto al buon risultato del Partito Socialista.

### Dopo il 1989
Dopo la caduta del muro di Berlino il partito riconobbe il fallimento dell'URSS, ma ciò non arrestò il declino elettorale: alle politiche del 1991 la CDU ottenne l'8,84% e 17 seggi. Un anno dopo questo brutto risultato il Partito tenne il suo XIV congresso nazionale in cui il settantottenne Álvaro Cunhal venne sostituito alla segreteria da Carlos Carvalhas. La discesa tuttavia venne confermato nel 1995 con l'8,6% dei voti. Nel 1999, il partito sembrò fermare il calo dei consensi ottenendo il 9% dei voti, ma nel 2002 piombò al 7%. Nelle ultime elezioni parlamentari del novembre 2004 il partito si è alleato con il Partito Ecologista "I Verdi" prendendo 433.369 voti (7,60%) e ottenendo 14 seggi. Nel 2005 il partito piange la morte dello storico leader Alvaro Cunhal e l'anno seguente alle consultazioni presidenziali il rappresentante dei comunisti Jerónimo de Sousa ottiene l'8,64% dei consensi.

## Ideologia
Il PCP insieme al Blocco di Sinistra è una delle formazioni più a sinistra presenti nel Parlamento portoghese.

## Loghi

Fino al 2016
Dal 2016

## Risultati elettorali

### Elezioni legislative
| Anno | Voti      | %          | +/-     | Seggi    | +/- | Status                  | Alleanza |
| ---- | --------- | ---------- | ------- | -------- | --- | ----------------------- | -------- |
| 1975 | 711 935   | 12,5 (3.º) |         | 30 / 250 |     | Assemblea costituente   |          |
| 1976 | 788 830   | 14,4 (4.º) | 1,9     | 40 / 263 | 10  | Opposizione             |          |
| 1979 | 1 129 322 | 18,8 (3.º) | 4,4     | 44 / 250 | 4   | Opposizione             | APU      |
| 1980 | 1 009 505 | 16,8 (3.º) | 2,0     | 39 / 250 | 5   | Opposizione             | APU      |
| 1983 | 1 031 609 | 18,1 (3.º) | 1,3     | 41 / 250 | 2   | Opposizione             | APU      |
| 1985 | 898 281   | 15,5 (4.º) | 2,6     | 35 / 250 | 6   | Opposizione             | APU      |
| 1987 | 689 137   | 12,1 (3.º) | 3,4     | 29 / 250 | 6   | Opposizione             | CDU      |
| 1991 | 504 583   | 8,8 (3.º)  | 3,4     | 15 / 230 | 14  | Opposizione             | CDU      |
| 1995 | 506 157   | 8,6 (4.º)  | 0,2     | 13 / 230 | 2   | Opposizione             | CDU      |
| 1999 | 487 058   | 9,0 (3.º)  | 0,4     | 15 / 230 | 2   | Opposizione             | CDU      |
| 2002 | 379 870   | 7,0 (4.º)  | 2,0     | 10 / 230 | 5   | Opposizione             | CDU      |
| 2005 | 433 369   | 7,5 (3.º)  | 0,5     | 12 / 230 | 2   | Opposizione             | CDU      |
| 2009 | 446 994   | 7,9 (5.º)  | 0,4     | 13 / 230 | 1   | Opposizione             | CDU      |
| 2011 | 441 852   | 7,9 (4.º)  | Stabile | 14 / 230 | 1   | Opposizione             | CDU      |
| 2015 | 445 980   | 8,3 (4.º)  | 0,4     | 15 / 230 | 1   | Opposizione Maggioranza | CDU      |
| 2019 | 332 473   | 6,3 (4.º)  | 2,0     | 10 / 230 | 5   | Maggioranza             | CDU      |
| 2022 | 238 962   | 4,3 (6.º)  | 2,03    | 6 / 230  | 4   | Opposizione             | CDU      |

### Elezioni presidenziali
| Anno | Candidato supportato    | 1º Turno  | 1º Turno   | 2º Turno | 2º Turno |
| Anno | Candidato supportato    | Voti      | %          | Voti     | %        |
| ---- | ----------------------- | --------- | ---------- | -------- | -------- |
| 1976 | Octávio Pato            | 365 586   | 7,6 (4.º)  |          |          |
| 1980 | António Ramalho Eanes   | 3 262 520 | 56,4 (1.º) |          |          |
| 1986 | Francisco Salgado Zenha | 1 185 867 | 20,9 (3.º) |          |          |
| 1991 | Carlos Carvalhas        | 635 373   | 12,9 (3.º) |          |          |
| 1996 | Jorge Sampaio           | 3 035 056 | 53,9 (1.º) |          |          |
| 2001 | António Abreu           | 223 196   | 5,2 (3.º)  |          |          |
| 2006 | Jerónimo de Sousa       | 474 083   | 8,6 (4.º)  |          |          |
| 2011 | Francisco Lopes         | 300 921   | 7,1 (4.º)  |          |          |
| 2016 | Edgar Silva             | 183 051   | 3,9 (5.º)  |          |          |
| 2021 | João Ferreira           | 180 473   | 4,3 (4.º)  |          |          |

### Elezioni europee
| Anno | Voti    | %          | +/- | Seggi  | +/-     | Alleanza |
| ---- | ------- | ---------- | --- | ------ | ------- | -------- |
| 1987 | 648 700 | 11,5 (4.º) |     | 3 / 24 |         | CDU      |
| 1989 | 597 759 | 14,4 (3.º) | 2,9 | 3 / 24 | Stabile | CDU      |
| 1994 | 340 725 | 11,2 (4.º) | 3,2 | 3 / 25 | Stabile | CDU      |
| 1999 | 357 671 | 10,3 (3.º) | 0,9 | 2 / 25 | 1       | CDU      |
| 2004 | 309 401 | 9,1 (3.º)  | 1,2 | 2 / 24 | Stabile | CDU      |
| 2009 | 379 787 | 10,6 (4.º) | 1,5 | 2 / 22 | Stabile | CDU      |
| 2014 | 416 446 | 12,7 (3.º) | 2,1 | 3 / 21 | 1       | CDU      |
| 2019 | 228 156 | 6,9 (4.°)  | 5,8 | 2 / 21 | 1       | CDU      |